# Paul Boisset
Pour les articles homonymes, voir Boisset.
Paul Boisset, né le 3 mai 1917 à Marmande (Lot-et-Garonne) et mort le 17 octobre 2006 à Cahors (Lot), est un prêtre du diocèse de Cahors, poète, compositeur et chanteur.
Il a rédigé la biographie du prêtre Antoine Auriel-Constant (1764-1794), prêtre du diocèse de Cahors, martyrisé durant la Terreur

## Biographie
Paul Boisset naît en 1917 au lieu-dit de Beyssac, à Marmande. Ses parents sont originaires de Lalbenque en Quercy. À partir de 14 ans il suit un apprentissage d'électricien à Cahors avant d'entrer au petit séminaire en 1933. Les quatre années suivantes, il reçoit la formation des vocations tardives au séminaire de Fontgombault dans l'Indre. Il revient ensuite en Quercy afin d'y terminer sa préparation au grand séminaire de Cahors.
Il est ordonné prêtre par Mgr Chevrier, évêque de Cahors, le 29 juin 1942 en la cathédrale Saint-Étienne. Il est nommé vicaire pour les paroisses de Gourdon et ensuite curé de Payrignac puis de Milhac et de Salviac. En 1961, il est nommé vicaire de la paroisse de Payrac, puis devient curé de ce groupement paroissial en 1973 où il demeure jusqu'en octobre 1994.
Il réside ensuite à Lamothe-Fénelon où il conservera jusqu'à sa mort une charge pastorale locale. Il consacre les vingt dernières années de sa vie à écrire la biographie du prêtre Antoine Auriel-Constant et à établir sa généalogie depuis le XVIIe siècle jusqu'à nos jours, soit environ 20 000 fiches individuelles concernant plusieurs centaines de familles de la Bouriane, du Quercy et du Périgord noir. La somme de ces travaux a été versée par Paul Boisset aux archives départementales du Lot et transmise aux familles et personnalités appartenant à la parentèle de Antoine Auriel-Constant.
En outre, le père Boisset s'attache à la transcription et au classement méthodiques des registres de catholicité de plusieurs paroisses du diocèse de Cahors : Fajoles, Lamothe-Fénelon, Milhac, Nadaillac-de-Rouge, Payrac. Il informatise lui-même l'ensemble de ses recherches. Il était membre correspondant de la Société des études du Lot depuis mars 1963.
Depuis leur création en 1991, l'abbé Boisset participe activement chaque année aux Colloques francophones internationaux du canton de Payrac, organisés l'Association des écrivains de langue française (ADELF) dont il était membre. Le professeur Edmond Jouve s'est fié, dans ses travaux littéraires et universitaires sur la société quercynoise, aux études historiques et généalogiques de l'abbé Paul Boisset, [réf. souhaitée].
Le père Paul Boisset s'était lié d'amitié avec le Très Révérend Rae Monteith (en), évêque anglican d'Auckland (Nouvelle-Zélande) et son épouse Hilary, à l'occasion de leur visite en Haut-Quercy en 1991. Le Très Révérend Rae Monteith (14 février 1904 – 12 juin 2003) avait même fait passer dans les colonnes des "Friends of the Holy Trinity Cathedral" un article sur sa rencontre avec le Père Paul Boisset. En 2001, c'est-à-dire à 99 ans (il décèdera à 100 ans), il écrivait encore au curé quercynois pour le féliciter de son jubilé sacerdotal.
En mai 2002, le pape Jean-Paul II lui adresse sa bénédiction solennelle à l'occasion du 60e anniversaire de son ordination presbytérale. L'abbé Paul Boisset, dont l'oraison funèbre a été prononcée par Mgr Norbert Turini, repose dans le cimetière de Lamothe-Fénelon. Lors d'une visite pastorale à Fajoles, le 16 novembre 2018, en présence de Fabienne Lalande, maire de la commune, et du professeur Edmond Jouve, Mgr Laurent Camiade a tenu à rendre solennellement hommage au père Boisset.

## Ouvrages et publications
- « Histoire d'une petite commune : Fajoles-en-Quercy », in Bulletin de la Société des Études du Lot, t. LXXXVI, 1965, p. 273–286 (en collaboration avec Henry Viers).
- « Laval-en-Quercy, son château, ses seigneurs », in Bulletin de la Société des Études du Lot, t. LXXXVIII, 1967, p. 162–175 (en collaboration avec Henry Viers).
- « Un bienheureux de chez nous : le prêtre Antoine Auriel-Constant », in Actes du Ve Colloque international francophone du Canton de Payrac. Paris, Association des Écrivains de Langue française (A.D.E.L.F.), 1995, p. 361–370.
- « Edmond Jouve, ses racines, l'Occitanie ; son arbre généalogique, le Bienheureux Antoine Auriel-Constant, son oncle à la 6e génération », in Vers un Monde nouveau : mélanges, textes et documents offerts au professeur Edmond Jouve. Bruxelles, Bruylant, 2010-2011, t.II, p. 1675–1693.
- L'état religieux de Loupiac de 1800 à 1900[8].

## Sources et citations
- François Nadeau, Payrac de 1900 aux années d'après guerre, La Belle endormie, Cahors, décembre 2014, 444 pages  (ISBN 978-2-7466-7585-8), p. 265–266 (préface de Bernard Choulet)
- Christophe Loiseleur des Longchamps, Les fortifications médiévales dans le canton de Gourdon, Mémoire de Maîtrise. Université de Toulouse - Le Mirail, 1994.
- Philippe Olivier, Ecclesia Cadurcensis, Le clergé du diocèse de Cahors des XIXe et XXe siècles, Cahors, Publi-Quercy, juillet 2011  (ISBN 978-2-7466-3502-9), p. 155.
- Abbé René Clary, Dictionnaire des Paroisses du Diocèse de Cahors, Cahors, 1986, 302 pp., art. "Payrac", p. 210.
- Philippe Loiseleur des Longchamps, Chroniques de Payrac du Moyen-äge au XIXe siècle, Cahors, Publi-fusion, 1997  (ISBN 2-907265-42-3), p. 119.